# Bolitoglossa suchitanensis
Espèce
Statut de conservation UICN

 CR  : 
En danger critique
Bolitoglossa suchitanensis est une espèce d'urodèles de la famille des Plethodontidae.

## Répartition
Cette espèce est endémique du département de Jutiapa au Guatemala. Elle se rencontre de 1 850 à 1 990 m d'altitude sur le volcan Suchitan.

## Description
La femelle holotype mesure 94,8 mm de longueur totale dont 54,3 mm de longueur standard et 40,5 mm pour la queue et les 5 spécimens observés lors de la description originale mesurent en moyenne 90,2 mm dont 51,92 mm de longueur standard et 38,28 mm pour la queue.

## Étymologie
Son nom d'espèce, composé de suchitan et du suffixe latin -ensis, « qui vit dans, qui habite », lui a été donné en référence au lieu de sa découverte, le volcan Suchitan.

## Publication originale
- Campbell, Smith, Streicher, Acevedo & Brodie, 2010 : New salamanders (Caudata: Plethodontidae) from Guatemala, with miscellaneous notes on known species. Miscellaneous Publications, Museum of Zoology University of Michigan, no 200, p. 1-66.